# محكمة العدل الإفريقية
محكمة العدل الإفريقية أو محكمة العدل في الاتحاد الإفريقي هي الجهاز القضائي الرئيسي الذي كان من المُفترض وجوده في قارة إفريقيا حسب ما نصَّ عليه بروتوكول المحكمة في الاتحاد الإفريقي تحديدا في المادة رقم 2-2؛ لكن هذه المحكمة لم يتم تفعيلها بسبب المنازعات التي جرت داخل أروقة الاتحاد الإفريقي بخصوص من يتولى سلطة الحكم ومن يتكلف بالتوقيع على المعاهدت وما إلى ذلك.
لم تظهر المحكمة في الوجود بعد (وغالبا ما لن تُفعَّل) بعدما قرر الاتحاد الإفريقي دمجها مع المحكمة الإفريقية لحقوق الإنسان والشعوب ثم دعا إلى تشكيل محكمة جديدة تحمل اسم اللجنة الإفريقية لحقوق الإنسان والشعوب، وقد صدر هذا القرار إزاء تزايد قلق الاتحاد الإفريقي من مؤسساته والتي لا يُمكن أن تحكم بالعدل خاصة إذا ما تعلق الأمر بدولتها وكذلك مشكل ضعف التمويل والدعم.
بروتوكول إنشاء محكمة العدل الإفريقية اعتُمد عام 2003 لكنه دخل حيز التنفيذ حتى عام 2009 (تأخر ست سنوات)، لكن هذا التنفيذ لم يتم بعدما تم إقرار قانون الدمج وبعد ذلك إنشاء اللجنة الإفريقية لحقوق الإنسان والشعوب. هذا وتجدر الإشارة إلى أن بروتوكول الاندماج تم مناقشته خلال القمة الحادية عشر للاتحاد الإفريقي في يوليو/تموز 2008، وقد قُرر أن يكون مقرها في أروشا، تنزانيا.